# Hardeman County (Texas)
Hardeman County je okres ve státě Texas v USA. K roku 2010 zde žilo 4 139 obyvatel. Správním městem okresu je Quanah. Celková rozloha okresu činí 1 805 km².